# Кохва д Мадынха
Koxә d Mәdinxә (Звезда Востока) — общественно-политическая газета на ассирийском языке, издававшаяся в Грузинской ССР. Была печатным органом ЦК КП(б) Грузии.
Первый номер газеты вышел в июле 1928 года. Газета печаталась сначала сирийским письмом, а потом латинизированным алфавитом. В 1938 году издание газеты было прекращено.